# Tserovo (Jelino)
Tserovo (en macédonien Церово ; en albanais Cerova) est un village du nord-ouest de la Macédoine du Nord, situé dans la municipalité de Jelino. Le village comptait 511 habitants en 2002. Il est majoritairement albanais.

## Démographie
Lors du recensement de 2002, le village comptait :
- Albanais : 510
- Macédoniens : 1